# Papa Siriciu
Papa Siriciu (n. 334 d.Hr., Roma, Imperiul Roman – d. 27 noiembrie 399 d.Hr., Roma, Imperiul Roman de Apus) a fost un papă al Romei. Tatăl său se numea Tiburtius.

## Activitatea
A fost papă al Romei din data de 17 decembrie 384 până la data de 26 noiembrie 399. Împăratul Valentinian al II-lea a sprijinit alegerea Papei Siriciu în defavoarea contracandidatului său - Antipapa Ursicinus.
Papa Siriciu a luat măsuri severe împotriva ereziilor, între care ceea a Manicheenilor de la Roma. Însă când Episcopul Spaniol, Priscillian, acuzat de erezie de episcopii din apropierea sa, a fost executat de Împăratul Magnus Maximus, Papa Siricius împreună cu Sfinții Ambrozie și Martin de Tours au protestat împotriva verdictului dat.

## Pontifex Maximus
Papa Siriciu a fost primul papă care a purtat și titltul de "Pontifex Maximus" împreună cu cel de Papă, Acest titlu a fost folosit apoi regulat de succesorii săi. În timpul pontificatului predecesorului său, Papa Damas I, Himerius, episcopul de Taragona, Spania, a formulat 15 chestiuni despre botez, celibat, penitență și căsătorie a clerului. Papa Damas I a decedat fără să fi răspuns.
Papa Siriciu a primit la Roma o delegație compusă dintr-un episcop al Siriei (Acaciu de Bereea) și un preot alexandrin - lzidor, din partea arhiepiscopului Constantinopolului, Sfântul Ioan Chrysostom (Sfântul Ioan Gură de Aur). I-a oferit scrisori de comuniune pentru acesta și pentru Flavian, episcopul Antiohiei, restabilind astfel pacea și înțelegerea între Provincia Orientului și Biserica Universală.

## Decretale
Papa Siriciu a găsit de cuviință să creeze un precedent și să dea răspunsurile pe care le considera corecte. Aceste răspunsuri constituie începuturile legislației pontificale și se numeau decretale (în latină epistolae decretales). Papa Siriciu a scris două decretale cu privire la celibatul clerului datate pe 10 februarie 385 care explicau originea apostolică a celibatului.
†Papa Siricius este sărbătorit ca sfânt pe 26 noiembrie.

## Legături externe
- la en Scrieri
- en (în engleză)